# Liste des compagnies aériennes d'Ouganda
 (mai 2021).
La mise en forme du texte ne suit pas les recommandations de Wikipédia : il faut le « wikifier ».
Les points d'amélioration suivants sont les cas les plus fréquents :
- Les titres sont pré-formatés par le logiciel. Ils ne sont ni en capitales, ni en gras.
- Le texte ne doit pas être écrit en capitales (les noms de famille non plus), ni en gras, ni en italique, ni en « petit »…
- Le gras n'est utilisé que pour surligner le titre de l'article dans l'introduction, une seule fois.
- L'italique est rarement utilisé : mots en langue étrangère, titres d'œuvres, noms de bateaux, etc.
- Les citations ne sont pas en italique mais en corps de texte normal. Elles sont entourées par des guillemets français : « et ».
- Les listes à puces sont à éviter, des paragraphes rédigés étant largement préférés. Les tableaux sont à réserver à la présentation de données structurées (résultats, etc.).
- Les appels de note de bas de page (petits chiffres en exposant, introduits par l'outil «  Source ») sont à placer entre la fin de phrase et le point final[comme ça].
- Les liens internes (vers d'autres articles de Wikipédia) sont à choisir avec parcimonie. Créez des liens vers des articles approfondissant le sujet. Les termes génériques sans rapport avec le sujet sont à éviter, ainsi que les répétitions de liens vers un même terme.
- Les liens externes sont à placer uniquement dans une section « Liens externes », à la fin de l'article. Ces liens sont à choisir avec parcimonie suivant les règles définies. Si un lien sert de source à l'article, son insertion dans le texte est à faire par les notes de bas de page.
- La présentation des références doit suivre les conventions bibliographiques. Il est recommandé d'utiliser les modèles {{Ouvrage}}, {{Chapitre}}, {{Article}}, {{Lien web}} et/ou {{Bibliographie}}. Le mode d'édition visuel peut mettre en forme automatiquement les références.
- Insérer une infobox (cadre d'informations à droite) n'est pas obligatoire pour parachever la mise en page.

Pour une aide détaillée, merci de consulter Aide:Wikification.
Si vous pensez que ces points ont été résolus, vous pouvez retirer ce bandeau et améliorer la mise en forme d'un autre article.
 (avril 2024).
Voici une liste des compagnies aériennes ougandaises opérant actuellement, en 2020.
| Compagnie aérienne               | IATA | OACI | Indicatif d'appel | Image | Depuis | Remarques                  |
| -------------------------------- | ---- | ---- | ----------------- | ----- | ------ | -------------------------- |
| 1Stock Aircraft Charter Services |      |      |                   |       | 2020   | Compagnie d'affrètement    |
| Aerolink Ouganda                 | A8   | XAU  | PERLE             |       | 2012   | Compagnie régulière        |
| Aim Air (Ouganda)                |      |      |                   |       |        | Compagnie charter          |
| Air Serv Limited                 |      |      |                   |       | 1995   | Compagnie charter          |
| MAF Ouganda                      |      |      |                   |       | 1987   | Compagnie charter          |
| Eagle Air (Ouganda)              | H7   | EGU  | AFRICAN EAGLE     |       | 1994   | Compagnie régulière        |
| Transafrik Ouganda               |      | TKU  | UGATRANS          |       | 2009   | Transporteur de fret       |
| Ouganda Air Cargo                |      | UCC  | UGANDA CARGO      |       | 1975   | Transporteur de fret       |
| Entebbe Airways                  |      |      |                   |       | 2017   | Entreprise charter         |
| Kush Air Ouganda                 |      |      |                   |       | 2018   | Compagnie régulière        |
| Uganda Airlines                  | UR   | UGD  | CRESTED           |       | 2018   | Compagnie régulière        |
| Premier Services East Africa     |      |      |                   |       |        | Compagnie aérienne charter |

## Compagnies aériennes défuntes
Voici une liste des compagnies aériennes ougandaises qui sont actuellement hors service et/ou en faillite, en mai 2019.
| Compagnie aérienne              | IATA | OACI | photo | Début | Fin d'activité | Remarques                  |
| ------------------------------- | ---- | ---- | ----- | ----- | -------------- | -------------------------- |
| Air Ouganda                     | U7   | UGB  |       | 2007  | 2014           | Compagnie régulière        |
| Alliance Air (Ouganda)          | Y2   | AFJ  |       | 1995  | 2000           | Compagnie régulière        |
| DAS Air Cargo                   |      |      |       |       |                | Transporteur de fret       |
| Fly540 Uganda                   |      | FUL  |       |       |                | Compagnie régulière        |
| Uganda Airlines (1976–2001)     | QU   | UGA  |       | 1976  | 2001           | Compagnie régulière        |
| United Airlines Ouganda         |      |      |       |       |                | Compagnie régulière        |
| Africa One (Ouganda)            | Y2   | AFI  |       | 2004  | 2004           | Compagnie aérienne charter |
| Air Memphis (Ouganda)           |      | MHU  |       |       |                | Compagnie aérienne charter |
| Coastal Airways (Ouganda)       |      |      |       |       |                | Compagnie aérienne charter |
| Victoria International Airlines |      | VIA  |       | 2007  | 2007           | Compagnie régulière        |
| Vule Airways                    |      |      |       | 2017  | 2017           | Démarrage interrompu ,     |